# I Want to Hold Your Hand
"I Want to Hold Your Hand" er A-siden på det engelske rockband The Beatles' femte single "I Want to Hold Your Hand/This Boy", der blev udgivet i Storbritannien den 29. november 1963. Singlen røg omgående til tops på hitlisten i England. Den slog efter en uge the Beatles' forrige single She Loves You/I'll Get You væk fra førstepladsen. Nummeret blev med I Saw Her Standing There som B-side udgivet i USA den 26. december 1963, hvor den blev det første amerikanske nr. 1 hit for The Beatles.

## Komposition og baggrund
The Beatles havde ikke opnået så stor gennemslagskraft i USA som ventet, og Capitol Records (EMI's amerikanske pladeselskab) havde indtil nu afvist gruppens indspilninger. Dette resulterede i, at de relativt beskedne pladeselskaber Vee-Jay og "Swan" udgav gruppens tidligere Parlophone-modstykker i USA. The Beatles manager Brian Epstein opfordrede i den forbindelse Lennon og McCartney til at skrive en sang for at appellere specifikt til det amerikanske marked.
"I Want to Hold Your Hand" blev skrevet af Paul McCartney og John Lennon i fællesskab, og den blev til på 57 Wimpole Street, London hos Dr. Richard og Margaret Asher, hvis datter, skuespillerinden Jane Asher, var blevet McCartneys kæreste tidligere på året. Paul McCartney var netop flyttet ind hos dem, så denne adresse blev kortvarigt Lennon og McCartneys nye skrivebase efter McCartneys barndomshjem på Forthlin Road i Liverpool. John Lennon har fortalt til Playboy Magazine:
 Vi skrev en hel masse ting sammen, én til én, øjeæble til øjeæble ("eyeball to eyeball"). Som i "I Want to Hold Your Hand" kan jeg huske, da vi fandt den akkord, der skabte sangen. Vi var nede i kælderen i Jane Ashers hus, hvor vi samtidig spillede på klaveret. Vi havde "oh you-u-u ... got that something", og Paul ramte den akkord og jeg vendte mig imod ham og sagde: "Der er den! Gør det lige igen." Dengang plejede vi bare at gøre det - spille lige ind i hinandens næser.

I 1994 udtrykte Paul McCartney sin enighed i Lennons beskrivelse af omstændighederne omkring kompositionen af "I Want to Hold Your Hand":
 "Eyeball to eyeball" er en meget god beskrivelse af det. Det var præcis sådan det var. "I Want to Hold Your Hand" var meget samskrevet ("co-written").

Robert Freeman, som tog det legendariske fotografi til albummet With the Beatles, boede i en lejlighed under Lennon i Kensington. Han forsøgte at lære John noget om jazz og eksperimentel musik. Et nummer på et album, Freeman introducerede for ham, havde en musikalsk frase, der blev gentaget, som om nålen var gået i hak. Ifølge Freeman brugte John denne effekt på linjerne "I can't hide, I can't hide, I can't hide."
"I Want to Hold Your Hand" er skrevet i en model med to broer og kun et mellemliggende vers til at forbinde dem. Sangen er i tonearten G-dur og lyrisk åbnes to beats tidligt med "Oh yeah, I'll tell you something". Den har ingen rigtig forsanger, da Lennon og McCartney synger i harmoni med hinanden. Den skelsættende akkord, som Lennon sagde, at McCartney slog på klaveret, mens de komponerede sangen, mener Wolf Marshall er E-mol-akkorden (den tredje akkord i I–V7–vi (G–D7–Em) akkordforløbet). Walter Everett er af samme mening.

## Indspilning
Nummeret blev indspillet den 17. oktober 1963 og blev produceret af George Martin. B-siden This Boy blev også indspillet den dag. For første gang blev der brugt en fire-spors båndoptager til optagelserne, hvilket gav helt nye muligheder for overdubbing mm. Der blev lavet 17 optagelser af sangen. Dagen blev iøvrigt også brugt til at forsøge at forbedre en indspilning af You Really Got a Hold on Me til albummet With the Beatles, hvilket de dog opgav, og de indspillede også nogle skøre indfald til The Beatles fanklubs første "Christmas Record".
I forbindelse med senere uoverensstemmelser i bandet har Paul McCartney fortalt med reference til nummeret:
 I studiet kunne jeg godt være ret anmassende, men det var, fordi jeg ville have det helt rigtigt! Jeg hørte for nylig på et bånd mig, der laver en indtælling til "I Wanna Hold Your Hand", som var vores første nummer et i USA, og jeg er ret "bossy": "Sssh, Sssh! Ren begyndelse, kom nu, alle sammen. En to. Nej, kom nu, få det rigtigt!", og jeg kan nu se, hvordan det kunne gå én på nerverne.

Ifølge Beatles-historikeren Mark Lewisohn, var den første optagelse stort set den samme som den endelige version. En tidlig idé (optagelse to) var at dæmpe vokallinjen "And when I touch you". En anden på optagelse fire hørte man Paul introducere det ikke ualmindelige Beatle 'h' fra 1963 i ord ("Shay that shomething").
Håndklap samt to-spors optagelse af Lennons hovedvokal blev tilføjet som "overdubs" til et færdigt "take" 17. De overdubbede håndklap blev udført af alle fire Beatles, der stod sammen om en mikrofon, klovnede rundt, som de plejede, hvilket var bevis på den sjove atmosfære, der opstod, hver gang The Beatles var i studiet.
Senere indspillede The Beatles for den tyske afdeling af EMI Electrola Gesellschaft en tysk vokal over det originale backingtrack til det tyske marked, og det blev til "Komm, gib mir deine hand". Det forgik den 29. april 1964 i Pathe Marconi Studios i Paris. De genindspillede også She Loves You som "Sie liebt dich". Grunden til dette var, at man i den tyske afdeling mente, at man skulle genindspille Beatles-plader på det tyske sprog for at kunne sælge dem i Tyskland.

## Udgivelse
"I Want to Hold Your Hand" blev udgivet i Storbritannien den 29. november 1963 med "This Boy" som B-side. Utroligt mange forudbestillinger (over en million) gjorde at den røg direkte ind på hitlisterne.. Inden for en uge havde den overtaget førstepladsen fra She Loves You , der nu optog andenpladsen. Den blev på førstepladsen i fem uger og blev på listerne for yderligere 15 uger og vendte tilbage for en uge den 16. maj 1964.
Sangen blev udgivet som single i USA med I Saw Her Standing There på B-siden den 26. december 1963. Efterspørgelsen var enorm og singlen markerede The Beatles gennembrud i USA. Den blev et kæmpehit og The Beatles' allerførste amerikanske nr. 1 hit i USA. "I Want to Hold Your Hand"-singlen startede The British Invasion i USA, og efter The Beatles' succes fik en del engelske grupper inklusive The Rolling Stones, The Kinks, The Hollies og Herman's Hermits hitlistesucces i løbet af 1964 og derefter.

## Musikere
- John Lennon – sang, rytmeguitar, håndklap
- Paul McCartney – sang, bas, håndklap
- George Harrison – singleguitar, baggrundssang, håndklap
- Ringo Starr – trommer, håndklap